# Зимовье зверей (мультфильм, 1981)
«Зимовье зверей» — советский рисованный мультфильм 1981 года. По мотивам одноимённой русской народной сказки.

## Сюжет
Лесные друзья — Свинья, Баран, Бык, Петух и Гусь — вместе строят дом, в котором укрываются от зимних холодов. Стая волков обнаруживает их и пытается съесть, однако безрезультатно, поскольку в холодное время года главные герои выходили из своего жилища крайне редко. С наступлением весны Свинья, Баран, Бык, Петух и Гусь наконец покидают дом и начинают праздновать Масленицу. Этим пользуются волки и нападают на главных героев. Те снова прячутся в жилище. Один из волков предлагает главным героям отдать Гуся, обещая не трогать остальных. Дружная команда отвечает отказом. Проломив дверь, волки оказываются внутри дома, где Свинья, Баран, Бык, Петух и Гусь дают им отпор. Хищники убегают, а главные герои продолжают жить в своём доме.

## Создатели
- Автор сценария — Владимир Голованов
- Режиссёр — Наталия Голованова
- Художник-постановщик — Татьяна Сокольская, Елизавета Жарова
- Оператор — Борис Котов
- Композитор — Шандор Каллош
- Звукооператор — Борис Фильчиков
- Художники-мультипликаторы: Александр Мазаев, Олег Комаров, Виктор Лихачёв, Алексей Букин, Владимир Крумин
- Редактор — Татьяна Папорова
- Директор картины — Николай Евлюхин
- Над фильмом работали: Татьяна Домбровская, Изабелла Герасимова, Вера Харитонова, Зоя Монетова, Майя Попова

## Роли озвучивали
| Актёр             | Роль       |
| ----------------- | ---------- |
| Зинаида Нарышкина | Свинья     |
| Борис Новиков     | Баран      |
| Гарри Бардин      | Бык / Волк |